# Dziewięciu staruszków Disneya
Dziewięciu staruszków Disneya (ang. Disney's Nine Old Men) – grupa animatorów, która stworzyła całą estetykę disneyowskiej animacji z lat 30. i 40. Byli odpowiedzialni za powstanie pierwszych filmów Disneya, począwszy od Królewny Śnieżki i siedmiu krasnoludków, skończywszy na Lisie i Psie. Wszyscy zostali wyróżnieni nagrodą Disney Legends.

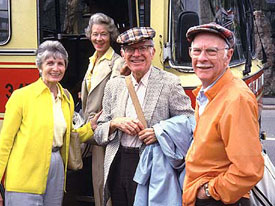
Frank Thomas i Ollie Johnston z żonami w 1985

W skład dziewięciu staruszków wchodzili:
- Les Clark (1907-1979)
- Marc Davis (1913-2000)
- Ollie Johnston (1912-2008)
- Milt Kahl (1909-1987)
- Ward Kimball (1914-2002)
- Eric Larson (1905-1988)
- John Lounsbery (1911-1976)
- Wolfgang Reitherman (1909-1985)
- Frank Thomas (1912-2004)

## Odniesienia
- Canemaker, John (2001). Walt Disney's Nine Old Men and the Art of Animation. New York, NY: Disney Editions. ISBN 0-7868-6496-6.